# Brésil (bois)
Pour les articles homonymes, voir Brésil (homonymie).
Le brésil, bois brésil ou bois de brésil est un nom donné à certains bois rouges, bois exotiques qui, séchés et pulvérisés, donnent une matière tinctoriale rouge. On a donné ce nom au bois de plusieurs espèces d'arbres au cours de l'histoire.

## Histoire

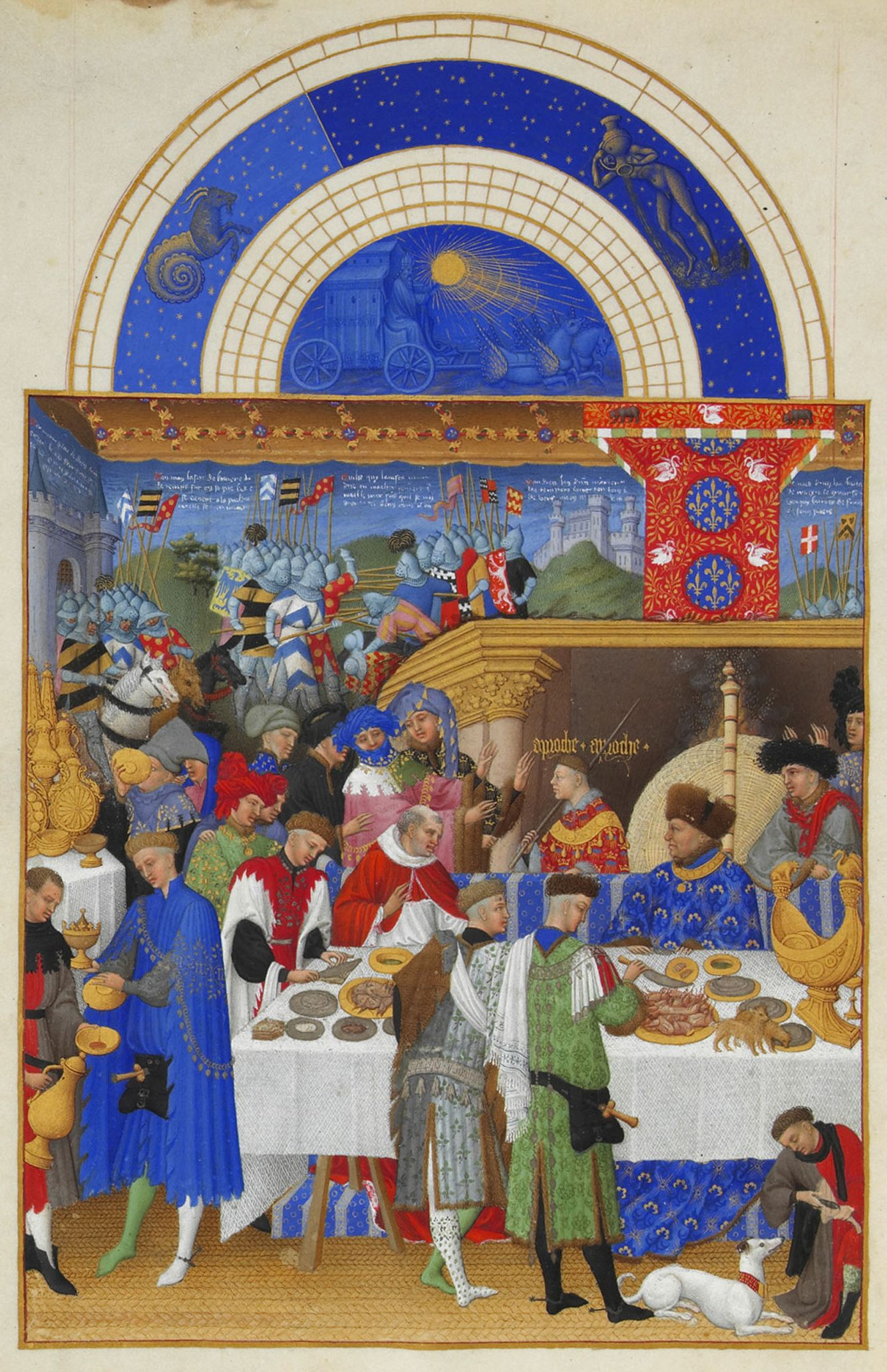
Les Très Riches Heures du duc de Berry.

Au Moyen Âge, le « bois de braise » provenait des Indes via la Perse, importé dans les premiers temps en Europe par les Vénitiens, et il était déjà présent en Europe sur les marchés médiévaux. Au XIIe siècle, le mot bresil est le nom d'un colorant rouge extrait d'un arbre indien, Biancaea sappan, et souvent utilisé dans la teinture, la peinture et l'enluminure européennes pour obtenir des teintes roses et rouges, par exemple dans les Très Riches Heures du duc de Berry. 
Le terme « brésil » (en espagnol brasa) est mentionné à plusieurs reprises par Christophe Colomb dans sa correspondance avec les Rois Catholiques, à la fin du XVe siècle. Une première fois pour se plaindre d'un trafic de bois rouge qui serait organisé par Ojeda dans les Antilles et qui échapperait à son contrôle, et une deuxième fois pour désigner un port sur l'île d'Hispaniola.
Au XVIe siècle, les marchands portugais organisent le commerce vers l'Europe d'une espèce de bois native de la côte brésilienne, le pernambouc. Par métonymie, ce « bois de braise » devient progressivement le nom du pays, le Brésil. En portugais, le pernambouc s'appelle encore pau brasil, et l'une des provinces littorales du Brésil s'appelle le Pernambouc.
Lorsque le navigateur-découvreur Cabral découvre de manière fortuite la côte brésilienne le 22 avril 1500, il nomme le premier lieu qu'il aperçoit Monte Pascoal. Il nomme ensuite le lieu qu'il découvre d'Ilha de Vera Cruz, puis Terra de Vera Cruz (« terre de la Vraie Croix »). Comme il repart rapidement pour rejoindre le cap de Bonne Espérance et l'Inde, il ne connaît pas l'étendue des terres qu'il a découvert. Ce n'est qu'au cours des décennies suivantes que le territoire qu'il a découvert est associé au bois rouge qui y pousse.